# Eurosport
Eurosport is in Europa de grootste commerciële omroep die zich richt op sport. Eurosport had jarenlang een Franse basis, maar is met de overname door Warner Bros. Discovery in feite in handen van Amerikanen. Er zijn verschillende zenders waaronder twee HD-kanalen, een website en verschillende apps voor smartphones en tablets.
Eurosport is met Eurosport 1 en Eurosport 2 een zogenaamde pan-Europese omroep met een entertainmentplatform. Momenteel is Eurosport 1 beschikbaar in 59 landen en 20 talen en bereikt daarmee 240 miljoen kijkers. In 2017 had Eurosport 1 in Nederland een marktaandeel van 0,8%.
Op Eurosport 1 en Eurosport 2 is een variatie in sporten te zien. Natuurlijk komen de grote sporten als tennis, motorsporten, voetbal en wielrennen uitgebreid aan bod. Maar ook de kleinere Olympische sporten en snooker worden uitgebreid uitgezonden. De zender heeft het grootste sportaanbod van Europa. Bij grote evenementen, zoals de Ronde van Frankrijk of bij voetbalwedstrijden, zitten de commentatoren van Eurosport niet op locatie, maar in een studio in Parijs of het land van de thuisbasis (in Nederland en België: Hilversum).
In Nederland en Vlaanderen is Eurosport beschikbaar via kabel, satelliet, ether en internettelevisie. Eurosport is vrijwel volledig betaaltelevisie. Alleen de Duitse versie van Eurosport 1 is in standaard definitie vrij te ontvangen via satellietpositie Astra 19,2°O.        

## Geschiedenis
Op 5 februari 1989 werd Sky Television Network gelanceerd bestaande uit vier zenders: het in Vlaanderen en Nederland gekende Sky Channel, Sky News, Sky Movies (gecodeerd) en het gloednieuwe Eurosport dat op de Nederlandse en Vlaamse kabel Sky Channel zou vervangen. 
Eurosport was een samenwerking tussen Sky en de EBU.
De zender startte met louter Engelstalig commentaar, maar in 1991 volgen ook Nederlands en Duits.
Op 19 februari 1991 oordeelde de Europese Commissie dat de "overeenkomsten met betrekking tot de gemeenschappelijke dochteronderneming en alle daarmee verbonden contractuele regelingen, overeengekomen tussen enerzijds de leden van het Eurosport Consortium en anderzijds Sky" een inbreuk vormden op artikel 85 van het EEG-verdrag.
Als gevolg daarvan verdween het signaal van Eurosport kortstondig in mei 1991 tot het Franse TF1 de plaats van Sky overnam. Het signaal was minder dan een maand verdwenen.

## Fusie met Screensport
Tot 1993 kende Eurosport een vergelijkbare meertalige concurrent: Screensport (Sportnet in het Nederlands). Door financiële moeilijkheden werd in januari 1993 aangekondigd dat beide kanalen zouden fusioneren. Op 1 maart 1993 verdween definitief het signaal van Screensport.

## Eurosport 2
De zender is in 47 landen te bekijken, in 16 talen. Op deze zender is het actuele sportnieuws te zien, en ook beelden van extreme sporten zoals surfen en skateboarden. Ook van deze zender is een HD-versie, deze is bij een paar tv-aanbieders in Nederland te zien. Eurosport 2 is op 9 januari 2005 geïntroduceerd in Nederland. Destijds in 2005 was de zender beschikbaar in 35 landen en vier talen (Engels, Pools, Turks en Grieks).
Duidelijkheidshalve noemen de commentatoren de eerste zender ook “Eurosport 1 International”, wanneer er moet gezapt worden om een bepaalde wedstrijd te blijven volgen.

## Eurosport 3, 4 en 5
Tijdens de Olympische Winterspelen van 2018 werden tijdelijk Eurosport 3, Eurosport 4 en Eurosport 5 gelanceerd.

## HD
Eurosport 1 en Eurosport 2 hebben ook HD-versies waarin alles in HD-kwaliteit wordt uitgezonden. Er is hetzelfde te zien als op Eurosport 1 (internationaal) zelf. In Nederland en Vlaanderen zijn Eurosport 1 HD en Eurosport 2 HD beschikbaar via de kabel, de satelliet en (deels) via ADSL. Inmiddels zijn er overigens ook Nederlands, resp. Vlaamse versies van Eurosport 1 (HD) en Eurosport 2 (HD).

## Eurosportnews
Eurosportnews wordt wereldwijd uitgezonden, maar is in Nederland en Vlaanderen alleen te zien via Eurosport Player. De zender brengt 24 uur per dag sportnieuws, nieuwsbulletins en live persconferenties en is beschikbaar in grote delen van Europa, in Azië en op het Australische continent.

## Online
Eurosport.com vormt de basis voor het online platform van Eurosport en bestaat uit sportnieuwswebsites in het Verenigd Koninkrijk, Spanje, Duitsland, Italië, Frankrijk, Rusland, Polen, Turkije, China en 19 landen in het Midden-Oosten en Noord-Afrika. 
Eurosport.nl is Eurosports website voor Nederland en Vlaanderen en biedt informatie aangaande de programmering van Eurosport 1 , Eurosport 1 HD en Eurosport 2. Eurosportlights is Eurosports maandelijkse nieuwsbrief.
De Eurosport Player is een webdienst waarmee online gekeken kan worden naar Eurosport, Eurosport 2, Eursportnews en Eurosport HD en naar sportevenementen die niet op TV te zien zijn. Deze player is opgezet in een partnership met Yahoo!.

## Corona
Van maart t/m september 2020 zond Eurosport voornamelijk herhalingen van oude sportevenementen en sportdocumentaires uit, omdat in die periode bijna alle sportevenementen moesten worden afgelast vanwege de coronapandemie die dat jaar uitbrak. Hierdoor werd de zender in die periode ook veel minder bekeken.

## Huidige bekende medewerkers (NL/BE)
| Naam                | Sport                                | Periode    |
| ------------------- | ------------------------------------ | ---------- |
| Thijs van Amerongen | veldrijden                           | 2018-heden |
| Sabine Appelmans    | tennis                               | 2016-heden |
| Rudy Bauwens        | snooker, (golf, skiën en wielrennen) | 1991-heden |
| Michael Boogerd     | wielrennen                           | ?-heden    |
| Kristie Boogert     | tennis                               | 2007-heden |
| Herbert Cool        | biatlon                              | ?-heden    |
| Marc De Hous        | tennis                               | 2009-heden |
| Bjorn Haneveer      | snooker                              | 2004-heden |
| Herman Hobert       | voetbal en paardensport              | 2007-heden |
| Sander Kleikers     | wielrennen                           | 2018-2023  |
| Karsten Kroon       | wielrennen                           | 2015-heden |
| Luc Krotwaar        | atletiek (marathons)                 | 2011-heden |
| Alex Lely           | snooker (en rugby)                   | 2009-heden |
| Jeroen Prins        | kunstschaatsen                       | 2007-heden |
| Nicolien Sauerbreij | alpineskiën en snowboarden           | 2017-heden |
| Richard Simon       | Amerikaans worstelen                 | 2007-heden |
| Bobbie Traksel      | wielrennen en veldrijden             | 2014-heden |
| Jeroen Vanbelleghem | wielrennen en veldrijden             | 2013-heden |
| Peter van Hal       | Skispringen                          | 1999-heden |
| Jip van den Bos     | wielrennen                           | 2022-heden |
| Stijn Steels        | wielrennen                           | 2023-heden |

Lijst van televisiekanalen in Nederland
Lijst van televisiekanalen in Frankrijk